# Ali-Ollie Woodson
Ali-Ollie Woodson (n. 12 septembrie 1951 - d. 30 mai 2010) a fost un cântăreț american de R&B, textier, claviaturist și, ocazional, actor. A fost cunoscut ca membru al trupei The Temptations începând cu 1984, colaborând de asemenea cu Aretha Franklin și Bill Pinkney.